# Damian Wayne
Damian Wayne es un personaje de ficción creado por DC Comics dentro del mundo del justiciero enmascarado llamado Batman. Damian es hijo biológico de Talia al Ghul (hija del villano Ra's al Ghul) y Bruce Wayne (Batman). Fue creado por Grant Morrison y apareció por primera vez en Batman N.º 655 (septiembre de 2006).
La idea de que Batman y Talia tuvieran un hijo había aparecido anteriormente en la novela gráfica de Mike W. Barr Batman: Hijo del Demonio (1987). Dado que Morrison no había leído aquella historia antes de escribir la suya, las historias tienen grandes diferencias. De hecho el autor se había basado originalmente en el matrimonio ocurrido en el "DC Special Series #15" (1978) titulado "I Now Pronounce You Batman And Wife!" (¡Yo los declaro Batman y esposa!), escrito por Dennis O'Neil.
Damian se caracteriza por sus sentimientos primarios, provocados por su riguroso entrenamiento en artes marciales. En sus primeras apariciones se le muestra como un individuo arrogante, orgulloso y celoso de la posición de Tim Drake (Robin III), al que casi asesina en un combate dentro de la Batcueva.

## Origen
Después de haber pasado su gestación en un laboratorio. Cuando era niño fue entrenado por su madre para algún día vencerla y así, conseguir el honor de saber quién era su padre y buscarlo. Este no era consciente de la existencia de su hijo hasta ese momento. Damian es violento y engreído, y fue entrenado por la Liga de Asesinos, aprendiendo a matar a una edad temprana, lo que crea una relación conflictiva con su padre que se niega a matar a sus oponentes. Sin embargo, el Caballero Oscuro se preocupa por su "progenie" perdido. Después de los sucesos de Batman RIP y Batman: Battle for the Cowl, Damian toma la identidad de Robin a los diez años de edad, convirtiéndose en la quinta persona que utiliza la identidad de Robin. La primera vez que trabajó como Robin lo hace con Dick Grayson -el Robin original- que temporalmente se hizo cargo como Batman, antes de ir a trabajar al lado de su padre, al regreso de Bruce Wayne en el papel de Batman.

## Historia

### Batman e Hijo
Su existencia es desconocida para Batman. Genéticamente perfeccionado y crecido en una matriz artificial, Damian estaba destinado a ser un guerrero formidable, criado por Talia y la Liga de Asesinos. Se convierte en un artista de gran talento marcial en su preadolescencia, momento en el que Talia revela la existencia de Damian a su padre y lo deja en custodia de Batman en un esfuerzo por interrumpir su trabajo. Precoz, en mal estado, y violento, Damian sostiene batalla contra Robin (Tim Drake), a quien quiere sustituir como compañero de su padre. Cuando Batman se lo impide, él se escapa, y se pone una variante del traje de Robin hecho con el traje de Jason Todd y el traje de la Liga de los asesinos, y se mete en una pelea con el villano Spook y lo decapita. Aunque su manera es equivocada y maliciosa, Damian parece que quiere realmente ayudar en la guerra contra el crimen de su padre.

### Battle for the Cowl
Damian aparentemente decide quedarse en Gotham, después de la supuesta muerte de su padre, y se instala con Alfred y sus hermanos adoptivos Nightwing y Robin. Una noche es atacado por un grupo de villanos. Por extraño que parezca, su comportamiento cruel y agresivo se sustituye por la personalidad de un niño temeroso (llegando a llamar a su madre cuando es atacado por Killer Croc e Hiedra Venenosa). Nightwing le salva, pero por desgracia para ellos terminan siendo atacados por un nuevo Batman que resulta ser Jason Todd. En la búsqueda de Jason, Damian recibe un disparo a quemarropa en el pecho, y es llevado a la Batcueva por Nightwing y las Aves de Presa. A pesar de sus heridas intensas, Damian se niega a ser dejado de lado y apoyado por Alfred, quien le ofrece la vieja túnica de Robin que una vez robó, se une a Dick. Juntos, localizan y rescatan al lesionado Tim Drake de casi morir en una explosión. Después de una confrontación final con Jason Todd, Dick Grayson finalmente acepta el manto de Batman. Lamentablemente, le prohíbe a Tim seguir siendo Robin. Afirmando que Tim es un igual y un aliado en lugar de un protegido, en su lugar Dick le ofrece el manto de Robin a Damian. Damian, por supuesto, lo acepta. Sintiéndose traicionado y furioso, Tim golpea a Damian, y se va, tomando la identidad de Red Robin.

### Rebelde
Durante su primera semana como socios, Damian demuestra que es un tanto diferente de Tim o Dick, mostrándose algo similar a Jason Todd. Argumentativo y arrogante, Damian a menudo discute con Dick y socava su autoridad como Batman, incluso yendo tan lejos como para afirmar que el no es digno de llevar el manto de Batman. Damian expresa una firme voluntad de hacerse cargo de la identidad de Batman el mismo si Dick no está "a la altura." Hace saber que él no tiene respeto por Grayson, y le dice que no lo necesita para ganar. Más tarde se revela que Damian ha comenzado a visitar a un antiguo amigo de su padre y enemigo Thomas Elliot, también conocido como Hush, en la prisión de la parte superior de la Torre Wayne. Dick y Tim lo ven participando en juegos de ajedrez. Damian afirma que estas visitas son puramente de curiosidad para averiguar por qué Hush alteraría su apariencia para parecerse a de Bruce Wayne. Pero Hush sospecha que las visitas son la forma del duelo de Damian por la muerte de Bruce y son una forma de conocerlo mejor.

### Blackest Night
Después de que Black Hand robara el cráneo de Bruce. Damian y Dick deciden llevar el resto de su esqueleto, junto con los de los abuelos paternos de Damian, a su base debajo de la Torre Wayne. Damian esta bastante conmovido por la visión de los huesos de su familia. En el camino a la cueva, el cuerpo de Dick es poseído por Deadman, quien arremete contra Damian en la confusión. Deadman posee y luego sale del cuerpo de Damian, haciéndoles saber que los Linternas Negras están por atacar. Los dos héroes luego se preparan para el asalto contra los Linternas Negras en Gotham. Después de incursionar en la Reserva bélica del Ejército, Dick, Damian, y Tim Drake, son capaces de salvar a Comisionado Gordon, Oráculo, y a los policías sobrevivientes de la estación de policías, de las versiones muertas de los villanos de Batman. Sin embargo, se encuentran con los padres de Dick Grayson y Tim Drake reanimados como Linternas Negras. Dick, Damian y Tim envía a Gordon y sus hombres a la base subterránea, mientras luchan contra los Linternas Negras. Dick, finalmente, le ordena a Damian que le dispare a él y Tim con el arma congelante del Sr. Frío, obligando a los linternas negra a retirarse, ya que son incapaces de leer cualquier señal de vida en ellos. Deadman más tarde los revive.

### El Regreso de Bruce Wayne
Talia comienza a clonar a Damian, cuando se da cuenta de que su hijo está completamente del lado de Dick Grayson y la familia de los murciélagos. Damian, finalmente le dice a Talia que ser Robin fue lo mejor que había hecho nunca, y que no necesita ser salvado de algo que él elige ser. Talia a continuación, le muestra a Damian una versión clonada de sí mismo, a quien ella ve como el hermano menor de Damian. Talia admite, que a pesar de que ella lo ama, es demasiado perfeccionista, y que lo admira por haber elegido un camino que desafía abiertamente a su presente. Él ya no es bienvenido, y será considerado un enemigo del clan Al Ghul. Damian (como Robin) junto con Dick y Alfred comienzan su propia búsqueda de Bruce Wayne. Durante un enfrentamiento con un villano menor, el genio Getaway, Damian se enoja con Grayson que no pudo capturar al enemigo alegando que su padre jamás lo habría dejado escapar - pero cuando Dick le explica que Bruce lo habría dejado ir, ya que el genio robaba solo medicamentos que necesitaba para que poder vivir lo suficiente para ver a su hija crecer, Damian se da cuenta de que en realidad nunca conoció a su padre como una persona, y admite que no era para él más que Batman. Después, Grayson se entera de que un ladrón disfrazado de Joker es torturado por Damian con una palanca con el fin de obtener información. Sin embargo, todo resulta ser una trampa y el verdadero Joker incapacita a Damian con su veneno del Joker. El villano tiene intención de utilizar a Damian y Dick en su lucha contra el Guante Negro. Finalmente son rescatados por el Batman original. Después de que Bruce Wayne ayuda a Dick y Damian a derrotar al Guante Negro y al Joker, Wayne acepta a su hijo como Robin.

### The New 52

#### Muerte
Bruce y Damian comienzan a trabajar juntos en contra de Talia al Ghul, la cual se revela como la cabeza de Leviathan. Durante una pelea en una fábrica de carne, él se vuelve vegetariano y adopta una mascota la cual llama Bat-Vaca. Aparentemente, durante esos eventos, muere cuando por un asesino llamado Goatboy le pega un tiro en la cabeza. Más adelante se revela que Talia ha creado otro clon totalmente crecido y obediente como su reemplazo, al cual llaman El Hereje. Robin en realidad fingió su muerte, y se limitó a permanecer en la Baticueva por orden de Batman, para evitar que más asesinos lo persiguieran en busca de la recompensa que su madre puso por su cabeza; pero aun así se las ingenia para seguir ayudando y adopta el nombre de Redbird mientras usa un nuevo traje. Esto le permite trabajar en equipo con Jason Todd, quien momentáneamente había estado utilizando la identidad Wingman. Trabajan junto a Batman Incorporated para derrotar a La Liga de los Asesinos en una trampa tendida por Leviathan. Sin embargo, Batman le ordena a Damian abandonar la luchar contra el crimen para siempre, y le revela la visión que tuvo durante su regreso de la muerte. Si Damian no se retira, sus acciones conducirán a la inminente destrucción de Gotham City. Más tarde Batman Incorporated pelea contras las tropas de Levithan en las calles, mientras que Damian se ve obligado a permanecer en la baticueva, pero se niega a quedarse en casa mientras sus aliados están muriendo, y Alfred le permite ir a ayudar sabiendo que no lo puede detener. Él vuela con su exo-esqueleto de combate sobre el centro de la batalla, donde Leviathan se ha apropiado de la Torre Wayne. Damian neutraliza los niños soldados y los equipos de la organización junto con Dick Grayson, pero El hereje aparece y arroja a Grayson hacia un lado, y desafía a Damian a un combate a espada. A pesar de su valentía y su negativa a renunciar, Damian termina muriendo cuando la espada de su rival le atraviesa el pecho, debido a este acontecimiento Tim Drake guardándole luto a Damian Wayne, regresa como Robin, aunque últimamente batman trata de revivir a su hijo.

#### Camino a la resurrección
Después de estar preocupado por una serie de casos en Gotham, Batman comienza su intento de recuperar el cuerpo de Damian a pesar de la afirmación de Ra's que desea resucitar a su hija y su nieto. Batman continúa su persecución de su desconfianza hacia Ra's. Después de derrotar a los clones medio acuático de Damian con Aquaman, Batman busca ayuda de la Mujer Maravilla en la persecución de Ra's a Themyscira. A pesar del intento de Ra's de resucitar a Damian junto a Talia en lo que él pensaba que era un pozo Lázaro en la isla, además de lavar el cerebro de su nieto en unirse a él después, en lugar de Ra's descubrió que era un portal a un inframundo en la antigua ubicación de la fosa, de los cuales tanto la Mujer Maravilla y Batman ya estaban conscientes. Ra's huye con los cuerpos después.
Después de Batman y Frankenstein localizan a Ra's y los cuerpos, ya es demasiado tarde como Ra's tenga con éxito que los tiene metidos en un pozo Lázaro, dejando a Batman en pavor del destino de Damian. Las resurrecciones fallan, dejando que Ra's se diera cuenta de su arrogancia para permitir que el Hereje mate a su nieto, y pesar de permitir a Talia clonar a Damian. Después de derrotar a Ra's en combate, Batman recupera el cuerpo de Damian y pone en peligro el abuelo materno de su hijo que si se roba el cuerpo de su hijo otra vez, va a matarlo en venganza. Más tarde se encuentran con el miembro de élite Darkseid de la élite del Glorioso Godfrey, poniendo en marcha del Robin Rises arco de la historia.

#### Regreso
Más tarde, la razón de Godfrey por haber venido a la Tierra se revela; para recuperar la Esquirla del Caos, un poderoso cristal que una vez perteneció a Darkseid, que Ra's reveló que estaba oculto en el interior del sarcófago que él hizo a mano para Damian. Después de detectar una firma de rastro de la esquirla procedente del interior del cuerpo de Damian, Godfrey se escapa con el cadáver de Damian de regreso a Apokolips, a pesar de la ayuda de la Liga de la Justicia. Encolerizado, Batman se compromete una vez más para recuperar el cadáver de su hijo.
Batman entra y accede a la Atalaya de la Liga de la Justicia de usar su exotraje inestable conocido como la armadura Hellbat diseñado por el propio Batman y los miembros de la liga de justicia y comprometerse con las amenazas a gran escala. Batman entonces activa el Tubo de Auge al mundo natal de Darkseid, Apokolips, para recuperar el cadáver de Damian. Batman recupera con éxito el cadáver de su hijo como él y su equipo de la familia regresa a la Tierra a través del Tubo del Auge directamente a la Baticueva después de derrotar a Darkseid y sus Parademonios. Después de esto, Batman usa la Esquirla del Caos sobre el cadáver de su hijo, que ha sido infundido con la Sanción Omega de Darkseid. Con Batman frente a dos opciones de la posibilidad de resucitar a Damian o a sus padres, elige a su hijo, la concesión de la verdadera resurrección de Damian. Como Damian y Batman se abrazan, Batman colapsa agotado.
Sin embargo, antes de que el equipo puede celebrar, el Tubo del Auge utilizado para devolver a la Tierra que no estaba cerrado y el hijo de Darkseid, Kalibak llega y ataca al equipo. Durante la lucha, Kalibak ataca al equipo casi hasta la muerte, cuando de repente Damian golpea a Kalibak con un potente gancho; el descubrimiento de que debido a la Esquirla del Caos que ha ganado habilidades sobrehumanas. Mientras que Damian lucha contra Kalibak, Batman controla de forma remota el Batwing y lo envía estrellarse contra Kalibak, enviándolo de regreso a través del Tubo del Auge y luego se cierra el portal. Damian entonces se reúne con su padre y su equipo de la familia. En la secuela, Damian se analiza luego por Batman sobre cómo controlar sus nuevas habilidades de alimentación antes de Damian vuelve al papel de Robin de nuevo con la ayuda de la Liga de la Justicia, Batman descubre que los nuevos poderes de Damian no duran, y al final se basa en sus habilidades naturales, una vez más.

#### Robin: Hijo de Batman
Después de los acontecimientos de  Batman: Final de partida  que dieron como resultado la desaparición de Bruce Wayne, Damian, como Robin, se embarca en un viaje globo-que atraviesa de forjar su propio destino y reparar todas sus las malas acciones en su propia serie, titulada  Robin: Hijo de Batman . A lo largo de su viaje, se cruza con Ra's y Talia al Ghul, Deathstroke, y una nueva personaje llamada Maya Ducard, hija del fallecido villano, Nadie. También es un jugador importante en el caso  Robin Guerra , donde, Agente 37 (Dick Grayson), Red Hood, y Red Robin organizar una banda callejera llamada "Robins" para derrotar al Tribunal de Búhos con la renuente ayuda de Jim Gordon, que ahora es Batman. En el clímax, la Corte manipula a Damian a unirse a ellos para que lo puedan utilizar para reclutar Agente 37. Dick no se unen con el fin de salvar a Damian y poner fin a la guerra. En la secuela, Robin forma una alianza inverosímil con su madre Talia.

### DC Rebirth
Como parte del renacimiento de DC, Damian se presentará en tres títulos : Jóvenes Titanes, donde se convierte en el líder del equipo, Súper Sons, co - protagonizada junto a Jon Kent el nuevo Superboy, y Nightwing, donde tendrá un papel secundario.. Actualmente tiene 13 años.

#### Titanes adolescentes
En su cumpleaños número 13, Damian recibió un paquete de su abuelo Ra's al Ghul, que contenía un petirrojo muerto. Después de reunirse con su madre, Talia, descubrió que se trataba de una advertencia de su prima Mara al Ghul, quien lo había elegido como su presa como parte de un ritual de iniciación que debía emprender para unirse adecuadamente a la Liga de Asesinos. Mara había sido nombrada líder de un grupo conocido como el Puño del Demonio, que originalmente se suponía que iba a ser dirigido por Damian, pero que se convirtió en el suyo cuando decidió abandonar la Liga. Ellos también habían elegido objetivos que debían cazar para ascender a la Liga. Damian decidió recolectar los objetivos de los otros miembros de Demon's Fist para formar los nuevos Teen Titans; compuesto por Chico Bestia, Raven, Starfire y Kid Flash, más tarde se les uniría Aqualad (Jackson Hyde)

#### En el nombre del padre
Mientras buscaba un árbol para Navidad, Jonathan Samuel Kent o también conocido como Jon Kent, hijo de Superman incendió accidentalmente algunos bosques cerca de un pantano en Hamilton. Posteriormente fue rescatado por Maya Ducard, la hija del villano Nadie, y la mascota de Damian, el murciélago dragón Goliat. Más tarde, Jon despertó en la Batcueva y descubrió que Robin lo había estado vigilando durante mucho tiempo. Los dos inicialmente no se llevaban bien, y la situación se complicó aún más cuando llegaron Batman y Superman, culpándose mutuamente por el conflicto.
El consiguiente tumulto se evitó bruscamente cuando Jon usó su Aliento de congelación para separar los dos lados y permitirle explicar la situación a su padre. Mientras sus padres discutían las pruebas de laboratorio que Damian había realizado en Jon, los dos chicos se fueron a mirar a las mascotas de Damian. Sin embargo, debido a los comentarios sarcásticos de Damian y al acoso, Jon perdió la calma y se desató otra pelea entre ellos. Esto también fue sofocado rápidamente cuando Batman los miró en silencio furioso.
Para poder disciplinar adecuadamente a sus hijos y enseñarles el valor de trabajar juntos, Superman y Batman los enfrentaron a una serie de desafíos. Sin embargo, su falta de trabajo en equipo y la animosidad entre ellos hicieron que fallaran en cada desafío. Los chicos finalmente lograron dejar de lado sus diferencias y trabajaron juntos para salvar a sus padres de una amenaza aparente en Batcave, pero esto luego resulta ser un engaño.En este punto, Alfred declaró que eran los Súper Hijos

#### Supersons vs Kid Amazo
Jon recibió una visita de Robin, haciéndose pasar por el conductor del autobús de su escuela y su maestro sustituto. Más tarde, Damian lo reclutó de mala gana para ayudarlo a investigar una serie de robos en Lexcorp Esta desventura se complicó aún más con la aparición de Lex Luthor, quien intentó capturarlos a ambos. Los dos niños lograron escapar de Luthor y siguieron una pista hasta una casa en Providence, Rhode Island, donde se encontraron con una familia que aún conservaba sus poderes del Virus Amazo. Sin embargo, un miembro con el nombre de Reggie Meyer. Se volvió loco por el uso excesivo de sus poderes y tomó el alias de Kid Amazo. También había robado la Amazo Armor de LexCorp y había planeado usarla y las habilidades de los Super Sons para atraer a la Liga de la Justicia a una trampa.Gracias a la llegada de Lex Luthor y la ayuda de la súper poderosa hermana de Reggie, Sara, Kid Amazo fue derribado. Sin querer explicarse, Robin y Superboy abandonaron rápidamente el área y se dirigieron a Hamilton. Sin embargo, sus ausencias de sus respectivas casas no pasaron desapercibidas ya que se encontraron con Lois Lane y Alfred Pennyworth mientras intentaban colarse en la casa de Jon.
Los niños fueron castigados posteriormente por sus respectivos padres. Batman le prohibió a Robin ir a la lucha contra el crimen durante una semana, mientras que Superboy se vio obligado a hacer sus tareas sin usar sus superpoderes.Con la perspectiva de mudarse a Metrópolis en su mente, Jon finalmente salió corriendo y se dirigió a Gotham para hablar con Damian en la Batcueva. Esto dio lugar a otro argumento y una pelea corta, antes de que Alfred llegara. Más tarde se les unieron Batman y Superman, y resolvieron sus diferencias. Con el permiso de Superman y Batman, a los dos niños se les permitiría ir por su cuenta, siempre que lo hicieran juntos.

#### Nuevos Teen Titans
Tras la separación del equipo Damian logró reclutar otra gente para los Teen Titans empezando por Emiko Queen(red arrow)a quien había intentado reclutar anteriormente y Wallace West(Kid Flash) quien había estado en el anterior equipo. A estos se les añadió una genio llamada Djinn a quien Damian reclutó personalmente, Crush(hija de Lobo) y Roundhouse que fue sugerido por Kid Flash..

#### DCased
Damian tiene gran protagonismo en la miniserie "DCsos", en la que un virus convierte a la humanidad en zombis, afectando también a los héroes de la tierra.Tiene un gran protagonismo como Robin, y, tras descubrir que está infectado, Batman decide suicidarse para eliminar la propagación, y Damian,que se libra del virus, asume la identidad de Batman.

## Futuro
- En Teen Titans (vol. 3) # 18 (2006), cuando los Titanes fueron transportados 10 años en el futuro, se muestra un cementerio lleno de muertos aliados de Batman y villanos. Es una lápida dice: "Ibn al Xu'ffasch"(Hijo del Murciélago en árabe).
- Batman N.º 666 (en donde entra un compilado llamado "Batman and Son" que es la presentación de Damian y Bruce -en su faceta de Batman- y muestra su papel a fondo de un padre haciéndose respetar por su malcriado hijo, hay una pequeña introducción de dicho "futuro") muestra en un posible futuro, a modo de una alucinación de Bruce, a un adulto Damian Wayne como Batman (tiene la cabeza rasurada y una mirada escrutable). Él se convierte en el caballero de la noche después de no poder salvar a su padre de un asesino desconocido que se hace llamar Robin. Este Batman es más oscuro que su padre, más dispuesto a lastimar y matar si él juzga que es necesario. Además, tiene un gato como mascota llamado Alfred (en alusión a Alfred Pennyworth, el mayordomo de su padre).
- En Superman/Batman #75, Damian se muestra como aparece en Batman # 666 y # 700 con Conner Kent, que ahora es Superman. A diferencia de su padre y del original Superman, Damian está al parecer en completo desacuerdo con el nuevo hombre de acero, debido a la desaprobación de este por las actitudes violentas de Damian como Batman. En la edición #80 también se muestra Damian como Batman y a otro Superman del futuro.

## Destrezas y habilidades
Después de haber sido entrenado por la Liga de Asesinos desde su nacimiento, Damian ya es un maestro en las artes marciales. Bajo la tutela de Dick Grayson, fue entrenado en las disciplinas de la ciencia forense, la acrobacia, la criminología, el disfraz y el escapismo. Damian es experto en la imitación de voces y de los patrones de habla de los demás con precisión, ya que fue capaz de imitar a Tim Drake, para eludir los sistemas de seguridad de reconocimiento de voz de la Batcueva. Damian ha demostrado tener conocimientos de ingeniería muy avanzada, ya que fue capaz de completar los planos de construcción de un Batmóvil volador de su padre. Damian es también un excelente hombre de negocios a pesar de su corta edad, y actualmente está involucrado con las Empresas Wayne y con sus dirigentes. También ha sido capacitado en todas las armas conocidas por el hombre, como se muestra en el caso de Blackest Night.

## En otros medios

### Televisión
- Damian Wayne hizo su debut en televisión en Batman: The Brave and the Bold, episodio, "Los Caballeros del Mañana", con la voz de Patrick Cavanaugh como Robin y Diedrich Bader como Batman. Esta versión es una clara desviación de su contraparte original: su madre es Selina Kyle, no tiene ninguna intención de matar, actúa mucho más como su padre, y su disfraz es similar al segundo disfraz de Robin de Tim Drake. Inicialmente retratado como reacio a seguir los pasos de su padre, Damian les dice a sus padres que no quiere que planeen su propia vida por él. Sin embargo, después de que sus padres son asesinados por Joker Jr., Damian toma el manto de Robin y lucha junto a Dick Grayson como Batman para llevar a Joker Jr. y al Joker original ante la justicia. Después de esto, Damian pasa a luchar contra el Club de Villanos, Flamingo y el Profesor Pyg. En sus últimos años, Dick pasa el manto de Batman a Damian, quien luego se muestra luchando contra el crimen con su propio hijo (con la voz de Sebastian Bader) como el nuevo Robin, que se parece a Carrie Kelley de The Dark Knight Returns. Este episodio se basó en una historia de un cómic de la Edad de Plata en la que Batman estaba casado con Kathy Kane y tenía un hijo llamado Bruce Wayne Jr.[5] En última instancia, resulta que los eventos del episodio fueron parte de Alfred Pennyworth, el libro de 'Los caballeros del mañana'.
- En los Teen Titans Go!, episodio "Yearbook Madness", el nombre de Damian aparece en el anuario de Starfire, diciéndole que lo llame si Robin no funciona.
- Damian aparece en el episodio de la temporada 5 de DC Super Hero Girls, "Kid Napped", con la voz de Grey Griffin.
- Damian Wayne hace un cameo en Young Justice: Outsides episodio "Rescue Op" como un recién nacido, sostenido por su madre Talia al Ghul.
- Damian hace su debut en la televisión web como el actual Robin en la serie animada para adultos Harley Quinn, con la voz de Jacob Tremblay.[6] Es retratado como un mocoso mimado que no es tomado en serio por la mayoría de las personas. En "Finding Mr. Right", en un esfuerzo por mejorar su reputación, aparece en un programa de entrevistas y miente acerca de que Harley Quinn acepta ser su archienemigo. Ofendido, Harley lo secuestra y amenaza con darle de comer a Rey Tiburón a menos que confiese. Una vez que lo hace, ella revela a la audiencia del programa de entrevistas detrás de una cortina, humillándolo. Sin embargo, Damian sufre una hemorragia nasal y Rey Tiburón se vuelve loco después de olerlo. Mientras es salvado por su padre Batman, Joker lo secuestra temporalmente antes de que Batman lo salve de nuevo. El caballero oscuro luego consuela a Robin y le asegura que puede esperar hasta que esté listo para su propio némesis. En el estreno de la segunda temporada de "New Gotham", Damian tomó el manto de Batman después de desaparecer en el caos causado por la destrucción de Gotham por parte del Joker durante el final de la primera temporada a pesar de no tener la edad suficiente para hacerlo.

### Película
- Aparece en la película Son of Batman, con la voz de Stuart Allan.
- Aparecen también en Batman vs. Robin como una secuela de Son of Batman, con Stuart Allan retomando su papel.
- Aparece en Batman: Bad Blood, una secuela de Son of Batman y Batman vs. Robin, con Stuart Allan retomando su papel. Su clon alterado, el Hereje (expresado por Travis Willingham), también aparece como un antagonista.
- Aparece en Justice League vs. Teen Titans, una secuela de Justice League: War y Justice League: Throne of Atlantis, con Stuart Allan retomando su papel. Aunque reacio a unirse a los Titanes, se hace amigo de ellos, arriesgando su propia vida para ayudarlos a detener a Trigon.[7] También forma una creciente relación romántica con Raven.[8]
- Aparece en la película Teen Titans: The Judas Contract, con Stuart Allan repitiendo su papel. Se enfrenta a desafíos como ser perseguido por su pasado cuando Deathstroke regresa y usa a Terra como su peón para llevar a los Titanes al Hermano Sangre.[9]
- Una versión feudal de Robin de Japón aparece en la película de anime Batman Ninja, con la voz de Yūki Kaji en japonés y de Yuri Lowenthal en inglés.
- Damian Wayne hace una aparición de no hablar en The Death of Superman, donde él y su familia hacen un silencio en la Mansión Wayne debido a la desaparición aparente de Superman.
- Damian Wayne también aparece en Batman: Hush en un cameo, nuevamente con la voz de Stuart Allan.
- Damian Wayne aparece en Batman vs Tortugas Ninjas Mutantes Adolescentes con la voz de Ben Giroux.
- Damian Wayne hace su última aparición en Universo de Películas Animadas de DC en la película Justice League Dark: Apokolips War, donde ayuda a los restos de la Liga de la Justicia a luchar contra Darkseid con Stuart Allan repitiendo su papel. Damian y Raven son una pareja al final de la película.
- Damian Wayne aparece en la película animada Batman and Superman: Battle of the Super Sons, con la voz de Jack Griffo.

### Videojuegos
- Damian Wayne (Robin) es un personaje jugable en Lego Batman 2: DC Super Heroes, con la voz de Charlie Schlatter. Fue incluido en el paquete de pedido de Heroes exclusivo para Amazon.com y EB Games.
- En Scribblenauts Unmasked: A DC Comics Adventure, Maxwell puede asociarse con la versión Damian Wayne de Robin para derrotar a Harley Quinn y Doppelganger en el Joker's Fun House World.
- En Infinite Crisis, Damian Wayne es el equivalente de Robin del universo "Nightmare" que aparece como uno de los "campeones" disponibles, expresado por James Arnold Taylor.
- Damian Wayne aparece como un personaje jugable en DC Unchained.
- Damian Wayne (Robin) aparece como un personaje jugable en Lego DC Super-Villains, expresado nuevamente por Stuart Allan.

#### Injustice
- Aparece en el videojuego Injustice: Gods Among Us, con la voz de Neal McDonough. Esta encarnación más antigua y violenta es la versión de dimensión alternativa de Nightwing. Un miembro del régimen de Superman, se lo ve por primera vez acompañando a Hawkgirl y los soldados del régimen a atacar el escondite del clan Joker. Ambos son derrotados por el Joker y se retiran cuando Batman de la Insurgencia y los miembros de la Liga de la Justicia con él llegan. Cuando Nightwing y Catwoman luchan contra Batman y Green Arrow, Green Arrow, pensando que es Dick Grayson, intenta razonar con Nightwing pero Batman revela su verdadero nombre. Damian afirma que Superman ha sido una mejor figura paterna a la que Batman responde diciendo que "dejó de ser su hijo" cuando Damian mató a Dick. Después de ser derrotado por Batman, su padre le dice a Nightwing que Damian está "muerto para [Batman]". Nightwing se ve más tarde con el régimen que participa en la batalla final contra los insurgentes. Después de que Superman derrotó al Superman del régimen, Damian se encuentra entre los miembros del régimen que son arrestados por la Liga de la Justicia. En su final, Nightwing comienza desafiando a cualquiera que se cruce en su camino. Al ver su habilidad para inspirar miedo, Nightwing es elegido por un anillo de poder amarillo y reclutado en el Cuerpo de Sinestro.
- Damian Wayne aparece como un personaje jugable en Injustice 2, ahora como Robin y Nightwing y con la voz de Scott Porter. En el modo historia del juego, un flashback muestra que Robin se unió a Superman cuando él y Batman llegaron a Arkham Asylum para evitar que Superman ejecutara a los prisioneros, y él mata a Victor Zsasz para mostrar su lealtad a Batman (que también cuenta la cronología de continuidad de precuela cómica en cuando Damian mató a Zsasz). Cuando él y el resto del Régimen se retiran de la prisión y son liberados inicialmente por Batman para una alianza temporal contra Brainiac, intentan ayudar a restaurar los poderes de Superman en secreto durante la crisis y convencer a Supergirl de que lo que están haciendo es correcto, pero Supergirl encuentra acerca de lo que el régimen había estado haciendo durante cinco años con el corazón roto. En su final de un solo jugador, Damian está protegido cuando Batman se sacrifica, permitiendo a su hijo darle el golpe final a Brainiac.